# Monte Popa
Monte Popa é um vulcão com 1518 metros de altitude e localizado no centro da Birmânia (Myanmar) a cerca de 50 km a sudeste de Bagan (Pagan). Ele pode ser visto nos dias de tempo claro a partir do rio Irauádi  que dista 60 km. O Monte Popa é talvez mais conhecido como um local de peregrinação, com inúmeros templos no topo da montanha dedicados a Nats.
O nome Popa é acreditado de vir da palavra Puppa no idioma páli/sânscrito significando flor.